# Thorstein Helstad
Thorstein Helstad (Hamar, 28 april 1977) is een Noors voetballer die uitkomt voor Le Mans UC. Eerder speelde hij al bij SK Brann, Austria Wien en Noors recordkampioen Rosenborg BK.

## Carrière

### Beginjaren
Helstad startte zijn carrière bij de lokale club FL Fart. Toen hij in 1995 18 jaar werd, kwam de grootste club van de provincie, de Tippeligaenclub HamKam, hem weghalen. Hier speelde hij zo'n drie jaar alvorens hij door SK Brann werd weggehaald
| Seizoen | Club   | Divisie     | W | D |
| ------- | ------ | ----------- | - | - |
| 1995    | HamKam | Tippeligaen |   |   |
| 1996    | HamKam | Tippeligaen |   |   |
| 1997    | HamKam | Tippeligaen |   |   |

### Nationale glorie
In januari 1998 werd Helstad gratis weggehaald bij HamKam en hij vertrok naar een van de grote clubs in Noorwegen, SK Brann uit Bergen. Bij Brann Bergen zette Helstad zijn eerste stappen op het Europese toneel in de UEFA Cup 1998/99. Helstad nam in 1998 met Jong Noorwegen deel aan de EK-eindronde U21 in Roemenië. Daar eindigde de ploeg onder leiding van bondscoach Nils Johan Semb op de derde plaats na een 2-0-overwinning in de troostfinale op Nederland. In zijn periode bij Brann toonde hij aan het hele land zijn potentieel als spits. Dit leverde in 2000 zijn eerste selectie op voor de Noorse nationale ploeg. Hij won de Kniksenprijs voor beste aanvaller in 2000. In 2001 werd hij topschutter in de Tippeligaen en zo trok hij ook de aandacht van clubs buiten Noorwegen.
| Seizoen | Club     | Divisie     | W | D |
| ------- | -------- | ----------- | - | - |
| 1998    | SK Brann | Tippeligaen |   |   |
| 1998/99 | SK Brann | UEFA Cup    | 2 | 0 |
| 1999    | SK Brann | Tippeligaen |   |   |
| 2000    | SK Brann | Tippeligaen |   |   |
| 2001    | SK Brann | Tippeligaen |   |   |
| 2002    | SK Brann | Tippeligaen |   |   |

### Europees avontuur
Die Europese club was de Oostenrijkse topclub Austria Wien. Voor zo'n 120.000 euro werd Helstad overgenomen door deze club. Deze periode in zijn carrière moest de periode van bevestiging worden. Ook al won hij in zijn eerste seizoen de titel, beker en supercup, zijn verblijf in Oostenrijk is nooit een groot succes geweest. Na 2 jaar vertrok de speler terug richting Noorwegen.
| Seizoen | Club         | Divisie       | W  | D |
| ------- | ------------ | ------------- | -- | - |
| 2002/03 | Austria Wien | 1. Bundesliga | 29 | 6 |
| 2002/03 | Austria Wien | ÖFB-Cup       | 3  | 0 |
| 2002/03 | Austria Wien | UEFA Cup      | 4  | 2 |
| 2003/04 | Austria Wien | 1. Bundesliga | 27 | 6 |
| 2003/04 | Austria Wien | ÖFB-Cup       | 3  | 0 |
| 2003/04 | Austria Wien | UEFA Cup      | 2  | 0 |
| 2004/05 | Austria Wien | 1. Bundesliga | 3  | 0 |

### Terugkeer naar Noorwegen
In augustus 2004 werd Helstad teruggehaald naar Noorwegen om zo zijn carrière te relanceren. Hij deed dit bij een van de concurrenten van zijn ex-club SK Brann voor de titel Rosenborg BK. Bij deze club deed hij zijn eerste ervaring op bij de wereldtop. Hij speelde en scoorde in enkele wedstrijden in de grootste Europese competitie de UEFA Champions League.
| Seizoen | Club         | Divisie          | W | D |
| ------- | ------------ | ---------------- | - | - |
| 2004    | Rosenborg BK | Tippeligaen      |   |   |
| 2004/05 | Rosenborg BK | Champions League | 4 | 2 |
| 2005    | Rosenborg BK | Tippeligaen      |   |   |
| 2005/06 | Rosenborg BK | Champions League | 8 | 2 |
| 2006    | Rosenborg BK | Tippeligaen      |   |   |

### Terugkeer naar Brann Bergen
In juli 2006 keerde Helstad terug naar de club waar hij naam had gemaakt in Noorwegen, SK Brann. Hier lanceerde hij ook weer zijn carrière wat leidde tot een nieuw vertrek naar Europa 2 jaar later. In 2007 won hij de Kniksenprijs voor beste aanvaller.
| Seizoen | Club     | Divisie     | W  | D  |
| ------- | -------- | ----------- | -- | -- |
| 2006    | SK Brann | Tippeligaen |    |    |
| 2007    | SK Brann | Tippeligaen | 8  | 5  |
| 2007/08 | SK Brann | UEFA Cup    | 8  | 1  |
| 2008    | SK Brann | Tippeligaen | 12 | 11 |

### Recordtransfer
In 2008 werd hij dan door de Franse eersteklasser Le Mans UC gekocht om het behoud in de Ligue 1 te verzekeren. De Franse club had hiervoor 2 miljoen euro over, wat tot op vandaag nog steeds een top 10-recordbedrag is in de Noorse Tippeligaen.
Het behoud werd echter niet verzekerd, want in mei 2010 stond Le Mans UC op een degradatieplaats. Dit weerhield Helstad er niet van bij de club te blijven en in de Ligue 2 mee te strijden.
| Seizoen     | Club       | Divisie           | W  | D  |
| ----------- | ---------- | ----------------- | -- | -- |
| 2008/09     | Le Mans UC | Ligue 1           | 32 | 10 |
| 2008/09     | Le Mans UC | Coupe de France   | 2  | 1  |
| 2008/09     | Le Mans UC | Coupe de la Ligue | 1  | 0  |
| 2009/10     | Le Mans UC | Ligue 1           | 31 | 4  |
| 2009/10     | Le Mans UC | Coupe de France   | 1  | 0  |
| 2009/10     | Le Mans UC | Coupe de la Ligue | 2  | 0  |
| 2010/11     | Le Mans UC | Ligue 2           | 4  | 1  |
| 2010/11     | Le Mans UC | Coupe de la Ligue | 1  | 0  |
| Bijgewerkt: | 28/08/2010 |                   |    |    |